# Viorica Elena Huțan
Viorica Elena Huțan (n. 26 august 1923, Gura Humorului – d. 2008) a fost prima femeie însoțitoare de bord (stewardesă) din România.

## Biografie
În 1938 a absolvit liceul la Cernăuți.
În anul 1940 s-a mutat împreună cu familia la București.
În anul 1941 a realizat printre primele zboruri ca pasager, unul dintre ele fiind împreună cu sora acesteia, Stela Huțan, pe un RWD-43 până la Buzău.
Între 1941 și 1942 s-a angajat ca secretară de pistă la Școala de Zbor fără Motor CFR, realizând în anul 1942 primul său zbor.
Din noiembrie 1942 până în martie 1955 s-a angajat ca funcționară la Direcția Generală a Aviației Civile. Pentru că avea un fizic plăcut și cunoștea mai multe limbi străine (rusă, germană, franceză și engleză) i s-a propus înscrierea la Școala de Însoțitori de Bord, nou înființată. Pe data de 21 aprilie 1955 a susținut un examen - concurs de limbi străine, cultură generală și examen medical, obținând în final primul brevet românesc în această meserie. A urmat un curs de specializare la Bruxelles - Sebena recunoscut printr-un brevet internațional. În urma acestui curs a obținut funcția de instructor și șefă a personalului însoțitor. Din martie 1955 până în 1974 a fost însoțitoarea de bord a companiei TAROM.
Viorica Huțan a avut un fiu, Constantin Huțan, comandor (colonel) - inginer specialist în armament și instrumente de bord.

## Activitate
Ca însoțitoare de bord a realizat 18.602 ore de zbor pe avioane: Li-2, IL-12, IL-14, IL-16, IL-18, IL-62, AN-24, 1-11 BAC.
Tot ca însoțitoare de bord a parcurs 8.602.000 km prin curse regulate în Europa, prin curse speciale guvernamentale (charter), prin curse în: Asia, China Vietnam, Pakista, India (New Dehli), Siria, Liban, Israel, Arabia-Saudită, Katar, Japonia (Tokio), Hong-Kong, Birmania, Irkutzk - Siberia, Tailanda. În Africa: Bengazi, Tripoli, Cairo, Las Palmas, Rabat. În America: Los Angeles, Hawaii - Honolulu, New York, Mexic, Mexico - City, Acapulco.
În perioada 11 decembrie 1969 - 7 ianuarie 1970 a participat în cursa numită „Marele Raid”, care a însemnat parcurgerea a 51.857 km în 76,25 ore. S-au traversat trei oceane (Indian, Pacific, Atlantic), patru continente (Europa, Asia, America, Africa), 27 de țări și 5 mări. Ruta a fost: București, Istanbul, Karachi, New Dehli, Agra - Taj Mahal, Thailanda (Bangkok), Myanmar (Rangoon), Hong Kong, Malaysia, Japonia (Tokyo - Nagoya), insulele Wake, USA - Hawaii (Honolulu): Los Angeles, Ciudad de México, Acapulco, New York (Anul Nou 1970). Au urmat insulele Canare (Las Palmas), Roma, Istanbul și București. Zborul a fost realizat cu o aeronavă TAROM.

## Evenimente
Pe data de 24 februarie 1962, la 8.000 de metri deasupra Mediteranei, motoarele avionului IL-18 s-au oprit pe rând, iar zborul 214, a aterizat forțat, pe burtă, pe o plajă în Paphos, Cipru. Avionul a fost pilotat de o femeie, Elena Șenchea Popescu.

## Distincții
- Diploma de Merit pentru aviația de transport în cursa numită „Marele Raid” din 1969–1970;
- 1962 - Medalia Muncii - pentru că a reușit să treacă cu bine peste prăbușirea avionului în timpul zborului 214;[3]
- 1966 - Ordinul Muncii;
- O medalie pentru fiecare milion de kilometri;
- O medalie pentru 7 milioane de kilometri (record european). A fost felicitată de inginerul Henri Coandă.;[6]
- Diplomă de onoare pentru activitatea aviatică;[3]
- Diplomă pentru merite deosebite în aviația de transport;[3]